# کلمبیا (کارولینای شمالی)
کلمبیا (به انگلیسی: Columbia) شهری در ایالت کارولینای شمالی کشور ایالات متحده آمریکا است که جمعیت آن در سرشماری سال ۲۰۱۰ میلادی، ۸۹۱ نفر بوده‌است.